# Conatus
El conatus és la força vital o l'esforç de persistència dels éssers, és a dir, la tendència a perdurar i mantenir-se, ja es tracti d'espècies vives (que tendeixen a nodrir-se i reproduir-se), de matèria o energia (com il·lustra el principi de conservació). Aquest concepte filosòfic va néixer amb els estoics i va centrar part de les especulacions medievals i modernes sobre la vida.

## Origen de la idea

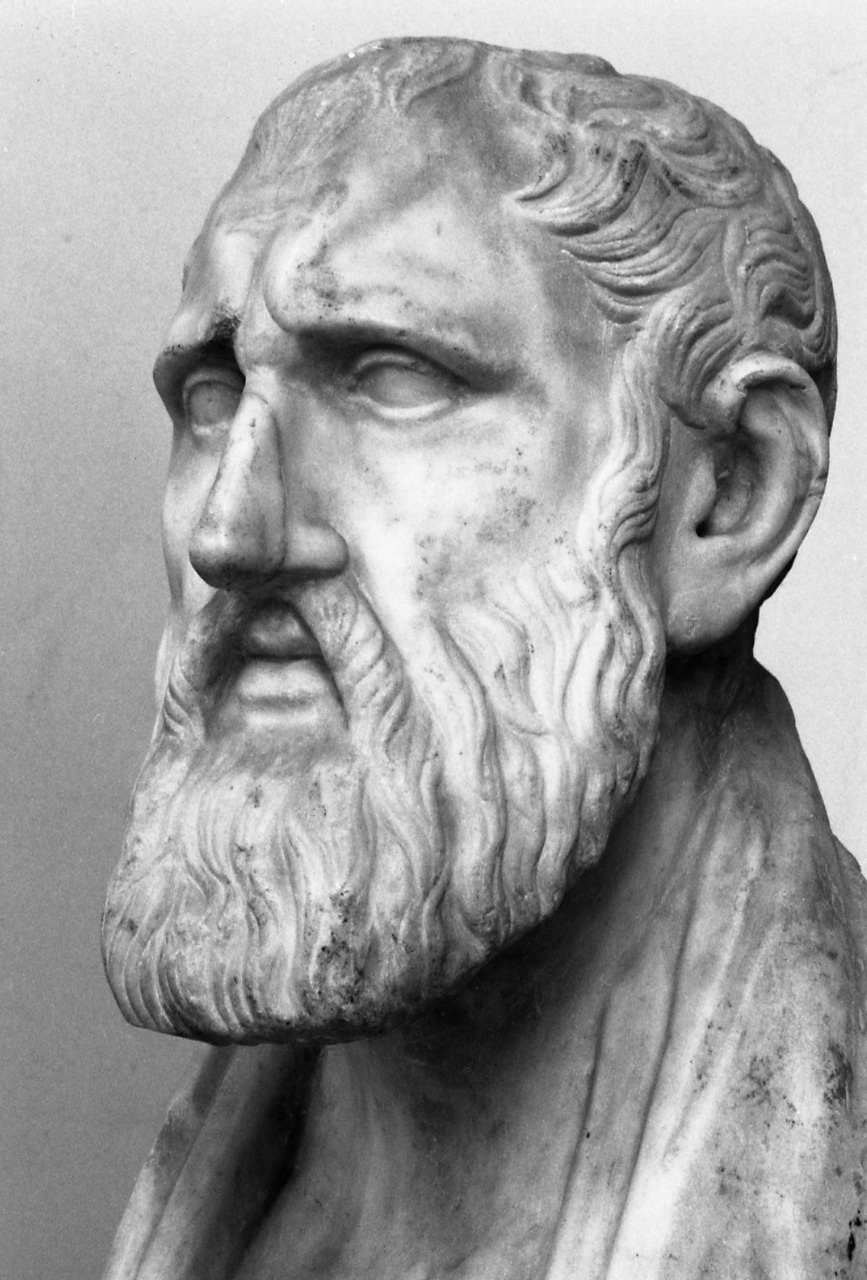
Zenó de Cítion fundador dels estoïcs

La paraula "conatus" deriva del verb llatí cōnori, que vol dir "esforçar-se". El concepte de "conatus" dins la Filosofia però, té els seus orígens en els estoïcs (333–264 aC) i els peripatètics (c. 335 aC). Aquests grups feien servir la paraula grega ὁρμή (hormê, que es traduïa al llatí com impetus) i describia el moviment de l'ànima cap a l'objecte, del qual resultava l'acte físic, és a dir, l'instint de conservació de l'ésser humà i dels animals en general. Alguns pensadors clàssics, Ciceró (106–43 aC) i Diògenes Laerci (c. 235 aC), van ampliar el concepte incloent una aversió cap a la destrucció, però coincidien en limitar la seva aplicació a les motivacions dels animals no humans. Diògenes Laerci, per exemple, negava l'aplicació del terme a les plantes per considerar que aquestes no tenen ànima. Durant l'edat mitjana, altres autors van continuar desenvolupant el concepte de conatus: Tomàs d'Aquino (c. 1225–1274), Joan Duns Escot (c. 1266–1308) i Dante Alighieri (1265–1321). Aquests feien servir els mots llatins vult, velle o appetit com a sinònims de conatus; de fet, tots quatre termes s'utilitzen per a traduir la paraula grega original ὁρμή. Més endavant, Bernardino Telesio (1509-1588) i Tommaso Campanella (1568-1638) van estendre el concepte aplicant-lo tant a objectes inanimats com animats.
Tant Aristòtil com Ciceró i Laerci fan incidència en el lligam entre el conatus i altres emocions, les quals són induïdes pel conatus. Afirmaven que els éssers humans no desitgen fer una cosa perquè aquesta sigui "bona" sinó més aviat que pensen que les coses són "bones" perquè desitgen fer-les. En altres paraules, la causa del desig humà és la natural inclinació d'un cos per a justificar amb arguments els impulsos que origina el conatus.

## Posicionaments durant l'Edat mitjana

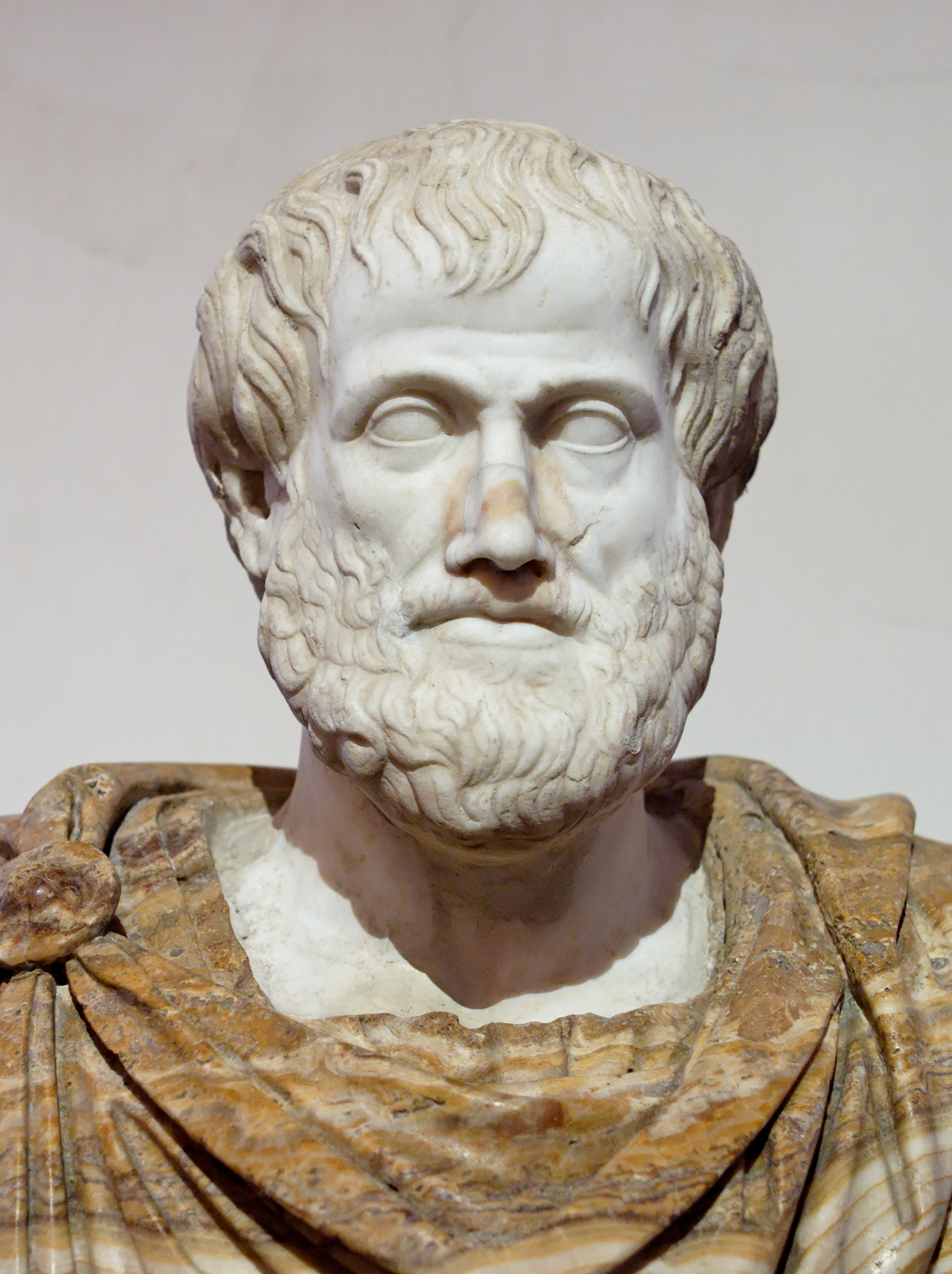
Aristòtil

Al llarg de l'Edat mitjana hi va haver diferents posicionaments en realació al concepte de conatus.
Tomàs d'Aquino i Abravanel (1265–1321) van adoptar la idea d'Agustí d'Hipona (354–430) que el descriu com "moviments naturals ascendents i descendents o amb el seu ésser equilibrat en una posició intermèdia" a la seva obra De Civitate Dei, (c. 520). A aquesta força que impulsa els objectes a aixecar-se o a caure l'anomenen "amor naturalis".
Joan Filopò (c. 490–c. 570) criticava la idea aristotèlica de moviment, fent notar la inconsistència entre la seva explicació dels projectils, en què l'èter és el medi pel qual es desplacen, i la seva explicació del buit, en què no existeix aquest medi i el moviment és impossible. Filopò solucionava aquesta incongruència afirmant que el moviment dels objectes no es manté perquè existeixi un medi sinó perquè a dins els objectes hi ha implantat un conatus que els impulsa. Aquesta idea no s'ha de confondre amb el concepte actual d'inèrcia, perquè Filopò creu que es tracta d'una propietat inherent als objectes, anterior al mateix moviment. Averrois i molts filòsofs escolàstics s'hi van oposar a aquesta idea, preferint el concepte aristotèlic. Entre els que van donar suport a la idea de Filopò està el filòsof àrab Ibn al-Hàytham (Alhazen) a la vegada que afegia el concepte d'inèrcia. Tot i que el concepte d'inèrcia va ser desenvolupat més clarament pel seu contemponrani Avicenna, el qual concebia una força permanent l'efecte de la qual es dissiparia només com a resultat d'agents externs com ara la resistència de l'aire." El concepte que Avicenna expressa amb la paraula mayl és gairebé oposat al concepte aristotèlic de moviment violent i el tornem a trobar més endavant en la primera llei del moviment d'Isaac Newton. Avicenna a més va desenvolupar una idea similar al momentum, quan va establir la relació entre el pes i la velocitat d'un objecte en moviment.
Jean Buridan (1300–1358) també va rebutjar la idea que aquesta propietat generadora de moviment, la qual va anomenar impetus, es dissipés espontàniament. Buridan creia que un objecte en moviment es frenaria per la resistència de l'aire i el pes del cos que s'oposaria al seu impetus. Afirmava que l'ímpetu augmenta amb la velocitat; per tant, la seva idea inicial d'ímpetu era similar en molts aspectes al concepte modern de momentum. Malgrat les òbvies similituds a la idea actual d'inèrcia, Buridan va concebre la seva teoria com una modificació de la filosofia d'Aristòtil, conservant altres aspectes de l'escola peripatètica com la creença que hi ha una diferència fonamental entre un objecte en moviment i un objecte en repòs. També afirmava que l'ímpetu pot ser no només lineal sinó també circular, fet que causa el moviment en els cossos celestes.

## Descartes

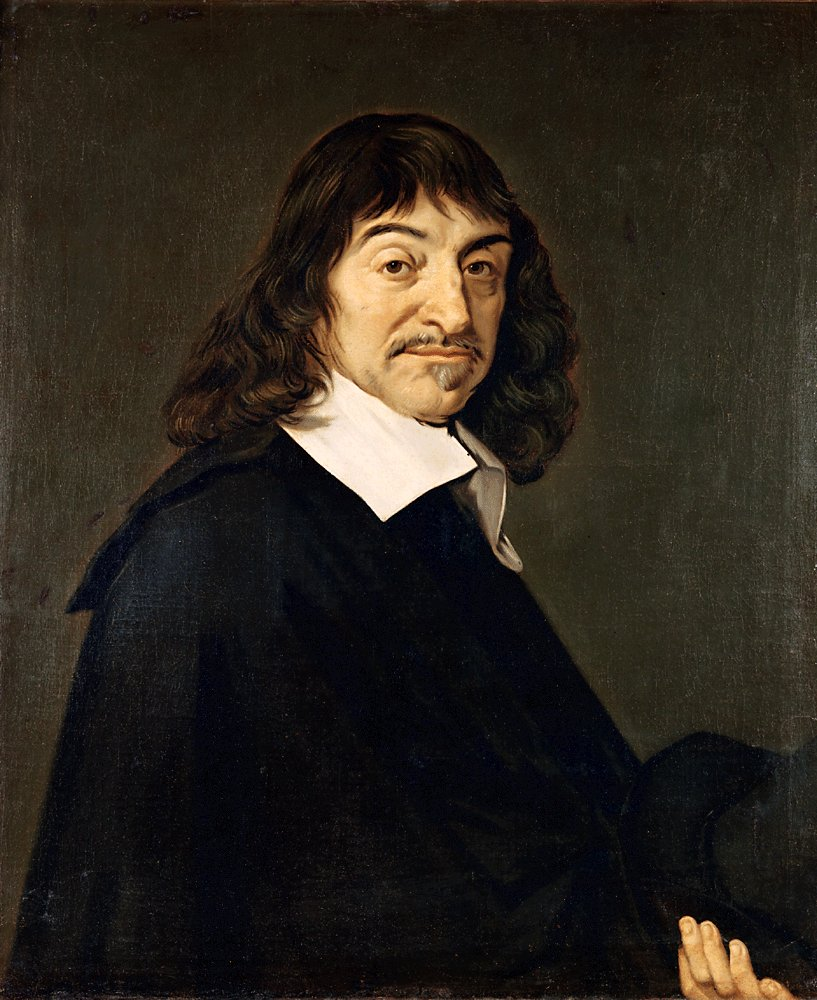
René Descartes

Durant la primera meitat del segle xvii René Descartes (1596–1650) va iniciar un concepte més modern i materialista de la idea de conatus. La descrivia com "un poder actiu o tendència dels cossos cap al moviment, expressant així el poder de Déu". Mentre que els antics feien servir el terme en un estricte sentit antropomòrfic similar a la idea d'esforç voluntari o esforç encaminat a aconseguir determinats objectius, o els escolàstics tractaven la idea de conatus com una misteriosa propietat intrínseca a les coses, Descartes li dona un sentit més mecanicista. Més concretament, per a Descartes, en contrast amb Buridan, el moviment i el repòs són dos estats de la mateixa cosa i no dues coses diferents. Tot i que hi ha molta ambigüitat en la noció de conatus que fa servir Descartes, es pot notar un inici d'allunyament del punt de vista que lligava aquesta idea a l'atribució de desitjos o intencions, i un apropament cap a un punt de vista més científic.
Descartes rebutja la visió que havia imperat a occident des dels temps aristotèlics d'un món format per matèria amb propòsit. Ell no veia la ment com una part del món material i, per tant, no estava subjecta estrictament a les lleis de la natura. D'altra banda, moviment i repòs són propietats de la interacció de la matèria la qual es regeix segons les eternes lleis de la mecànica. Segons ell, Déu només hauria intervingut per iniciar el moviment i més endavant s'hauria mantingut al marge excepte per assegurar la regularitat de la dinàmica sobre el comportament dels cossos en moviment. Per tant, no hi ha una autèntica teologia en els moviments dels cossos, doncs tot es redueix a la llei que governa les col·lisions i la seva constant reconfiguració. El conatus seria només la tendència dels cossos a moure's quan col·lideixen entre ells. Déu pot ser el causant de la posada en marxa del moviment però més endavant no hi ha moviment ni estat de repòs de nova creació o destrucció sinó que tot és conseqüència del primer moviment diví.
Descartes distingeix dues varietats de conatus i les expressa en llatí: conatus a centro i conatus recedendi. Conatus a centro, que podríem traduir com "tendència cap al centre" i que fa servir per teoritzar sobre la Gravetat; conatus recendendi, que seria una "tendència a allunyar-se del centre" i que podria identificar-se amb el que coneixem en física com Força centrífuga. Aquestes tendències no s'han d'interpretar com les disposicions o intencions animistes ni tampoc com propietats inherents a les coses, sinó més aviat com una característica unificadora i externa als objectes amb la qual Déu ha dotat l'univers físic.
En desenvolupar la primera llei de la Natura, Descartes, invocava al mateix temps la idea d'un conatus se movendi, és a dir "conatus d'auto conservació". Aquesta llei és una generalizació del principi d'inèrcia, que més endavant seria demostrat per Galileo Galilei. Cinquanta anys després de la mort de Descartes, Isaac Newton formularia el principi i el convertiria en la primera de les seves tres lleis sobre el moviment. Pel que fa als estats de repòs o moviment va dir: "Cada cosa, en la mesura en què es troba, sempre persevera el mateix estat i un cop es posa en moviment, sempre continuarà movent-se."

## Hobbes

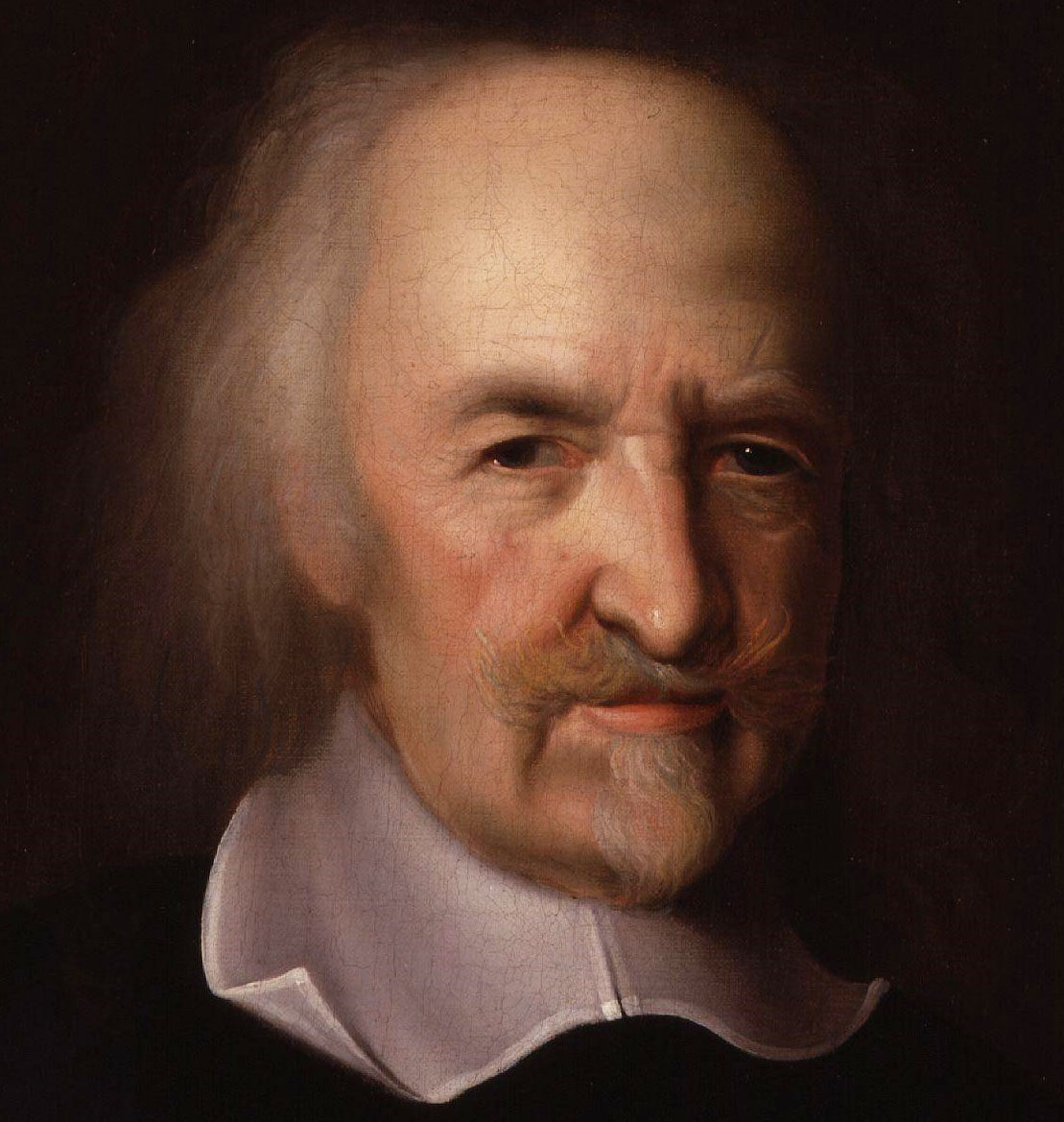
Thomas Hobbes

Thomas Hobbes (1588-1679) va treballar el concepte de conatus amb relació a dos aspectes per separat: els sentiments i el moviment.

### El Conatus i laPsique (ment)
Tot i haver criticat les idees antigues de conatus per no estar d'acord en l'explicació de l'origen del moviment, Hobbes va recórrer a la idea original arribant a la conclusió que totes les funcions cognitives de la ment són en el fons variacions de les seves funcions conatives.
Encara més, Hobbes descrivia les emocions com el principi del moviment i la voluntat com la suma de totes les emocions. Aquesta "voluntat" formaria el conatus d'un cos i la seva manifestació física seria el que percebem com "voluntat de supervivència". Per tal que els éssers vius es puguin desenvolupar, Hobbes diu que: "cerquen la pau i lluiten contra qualsevol cosa que amenaci la seva pau". Hobbes equiparava aquest conatus amb la "imaginació", i establia que un canvi en el conatus, o voluntat, és el resultat de la "deliberació".

### ElConatusi la física
«El defineixo [el conatus] com el moviment fet en el menor espai i temps que es pugui donar; que és, menor que el que pot ser determinat o assignat per exposició o nombre; això és, el moviment fet en la llargada d'un punt i en un instant o punt en el temps» 
Tal com passava en la seva teoria de la psique, el conatus en física és una unitat infinitesimal, aquest cop relacionada amb el moviment. Es tracta del començament del moviment, una tendència cap a una direcció en concret. El concepte d'ímpetu tal com el fa servir Hobbes, queda definit en termes de conatus físic. És "una mesura del conatus exercida per un cos en moviment al llarg del temps". La resistència ve causada per un conatus contrari; la Força és aquest moviment més "la magnitud del cos". Hobbes també fa servir la paraula conatus per a referir-se a les "forces restauradores" que poden causar que una molla, per exemple, es contregui o s'expandeixi. Hobbes afirmava que hi havia alguna força inherent a aquests objectes que els fa tendir a tornar cap al seu estat inicial. Avui dia, la ciència atribueix la causa d'aquest fenomen a l'elasticitat del material.

## Spinoza
El conatus és un tema central en la filosofia de Baruch Spinoza (1632–1677). Segons aquest autor, "cada cosa, pel que fa a la seva pròpia essència, s'esforça a preservar el seu propi ser" ("Ètica", tercera part). Per a fonamentar aquesta creença Spinoza presents alguns raonaments. En primer lloc, les coses particulars són, segons proposa ell, manifestacions de Déu, això vol dir que cadascú expressa el poder de Déu d'una forma particular. Encara més, mai pot formar part de la definició de Déu que les seves formes es contradiguin entre si; per tant, cada cosa "s'oposa a tot allò que l'allunyi de la seva existència". Aquesta resistència a la destrucció la formulava Spinoza basant-se en un esforç continu per exixtir i el conatus és la paraula que més utilitza per descriure aquesta força.

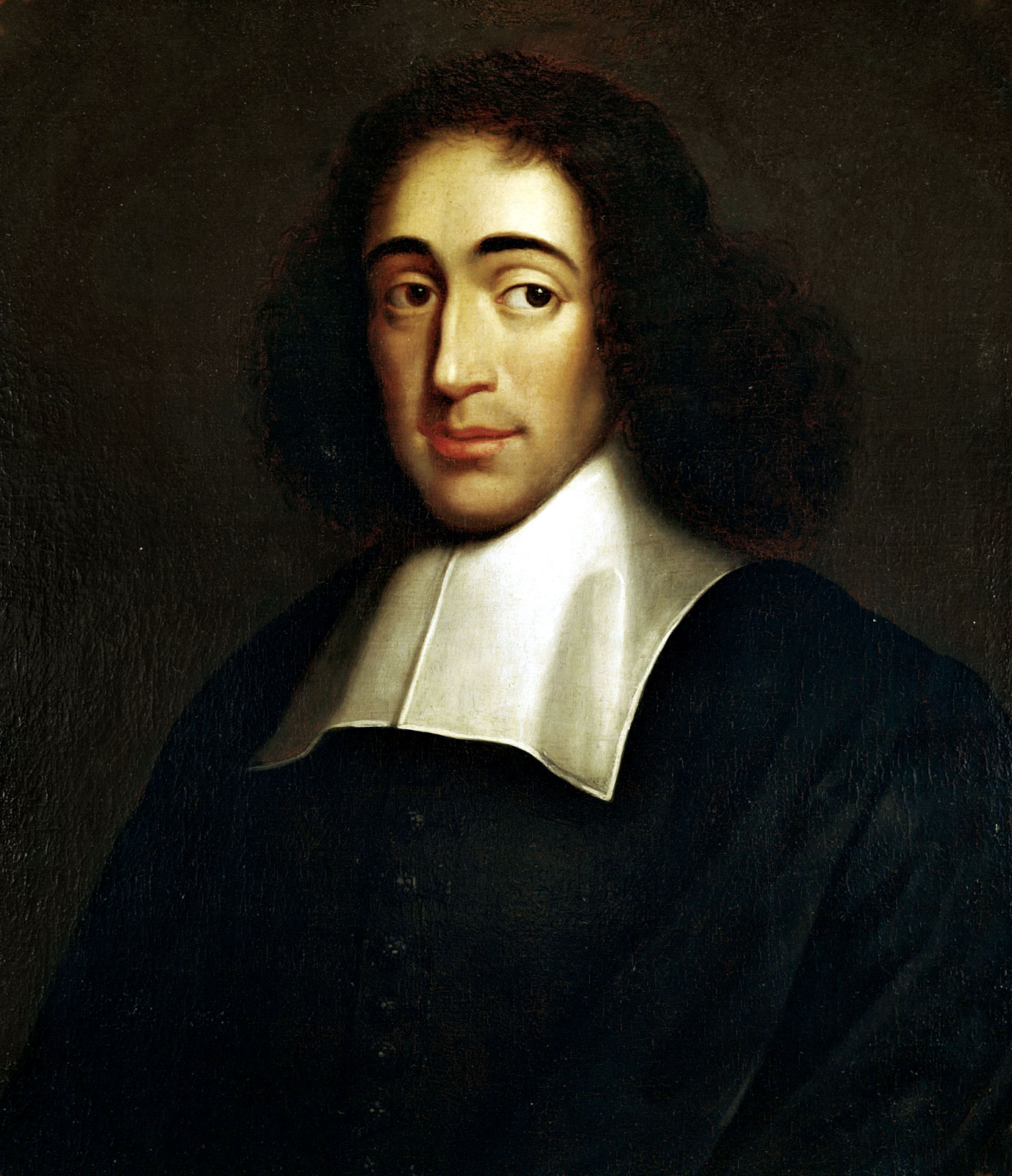
Baruch Spinoza

Esforçar-se a perseverar no és merament quelcom que una cosa fa a més d'altres activitats que podria emprendre; més aviat no és més que "l'essència actual d'una cosa". Alguns estudiosos de Spinoza interpreten aquesta frase en el sentit que una cosa és en el fons el conatus. Per altra banda, Spinoza també fa servir el terme conatus per a referir-se a un concepte rudimentari d'Inèrcia, com ja havia fet Descartes. Com que resulta que una cosa no pot ser destruïda sense la intervenció de forces externes, el moviment i el repòs, existirien indefinidament a no ser que siguin pertorbades.

### Manifestacions en la conducta
Spinoza va reformular principis que prèviament havien tractat els estoïcs, Ciceró, Laerci, i especialment Hobbes i Descartes; però ell dona un canvi significatiu. a la teoria de Hobbes: la creença que el conatus, en relació al moviment no és mental sinó material.
Spinoza, amb el seu determinisme, creu que l'ésser humà i la natura deuen estar units sota les lleis; Déu i natura són una mateixa cosa i no existeix el lliure albir. Contrari a molts filòsofs del seu temps, rebutjava el dualisme que comporta que la ment, la intencionalitat, l'ètica i la llibertat han de ser tractats com a coses separades del món dels objectes i fenòmens físics. La seva meta és proveir d'una explicació unificada per a totes aquestes coses dins d'un marc naturalista en què el conatus seria la idea central. Per exemple, una acció seria "lliure", segons Spinoza, només si sorgeix de l'essència del conatus d'una entitat. No pot haver-hi una llibertat absoluta i incondicionada de la voluntat, perquè tots els esdeveniments en el món natural, incloses les accions i decisions humanes, estan determinades d'acord amb les lleis naturals de l'univers, de les quals res no pot escapar. No obstant, una acció pot considerar-se lliure en el sentit que no està subjecta a forces externes.
Els éssers humans formen part de la natura i per tant, la conducta humana és natural i racional i estaria motivada pel conatus. En el procés d'aquesta explicació Spinoza, substitueix la noció de lliure albir amb la de conatus, un principi que pot ser aplicat a tot el que forma part de la natura.

#### Emocions i afectes
La relació que Spinoza expressa entre el conatus i els afectes humans no està del tot clara. Segons Firmin DeBrabander, professor de Filosofia al Maryland Institute College of Art i Antonio Damasio, professor de neurociència a la University of Southern California, els afectes humans sorgeixen del conatus i de la seva perpètua direcció cap a la perfecció. Spinoza afirma a la seva obra "Ètica" que la felicitat, "consisteix en la capacitat humana per a preservar-se". Aquest esforç també caracteritzaria la "fonamentació de la virtut". I en el sentit contrari, una persona s'entristiria per qualsevol cosa que s'oposés al seu conatus.

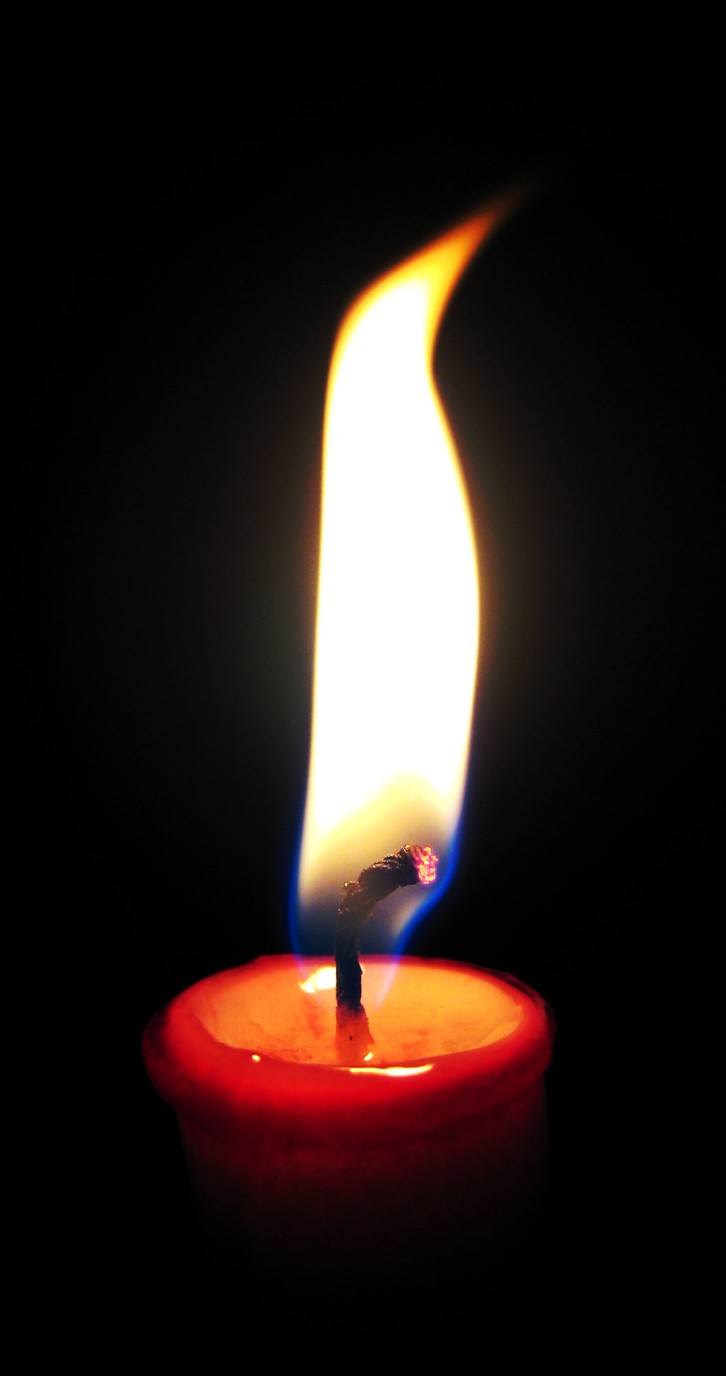
exemple contrari al conatus de Spinoza, proposat per Martin Lin.

David Bidney (1908–1987), professor de la Yale University, estava en desacord a les anteriors afirmacions. Bidney associava el "desig", un afecte primari, amb el conatus formulat per Spinoza. Aquest punt de vista es pot apreciar en els comentaris o "Scholium" escrits al marge del IIIP9 sobre l'"Ètica" on establia que, "entre apetència i desig no hi ha diferència, excepte en el fet que el desig es relaciona generalment amb l'ésser humà en tant que siguin conscients de les seves apetències. Per tant, el desig pot definir-se com l'apetència juntament amb la consciència de l'apetència" Per a Bidney, aquest desig està controlat per altres afectes, plaer i dolor i, per tant, el conatus s'esforça cap a tot allò que causi plaer i evita allò que produeix dolor.

### Arguments en contra
Malgrat els extensos arguments de Spinoza sobre l'existència d'un principi de conatus universal, s'han formulat molts arguments en contra. Martin Lin, professor de la Universitat de Toronto posa les espelmes enceses, les bombes de rellotgeria i les persones suïcides com a exemples en contra del conatus de Spinoza. Això és així perquè les espelmes no poden encendre's a si mateixes. També és un fet que “l'escultura de Tongley" o una bomba de rellotgeria inclouen parts que mai poden constituir un tot integrat "genuí”.

## Leibniz

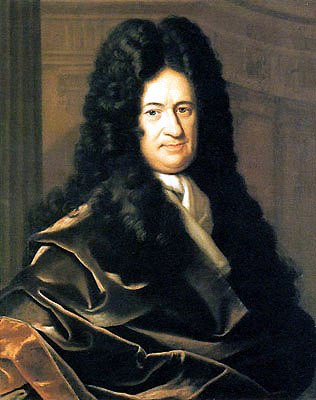
Gottfried Wilhelm Leibniz

Gottfried Leibniz (1646–1716) havia estat alumne d'Erhard Weigel (1625–1699) i va ser d'ell que va adquirir el concepte del conatus, el qual l'havia agafat de Hobbes, encara que Weigel feia servir la paraula llatina tendentia. Concretament, Leibniz va utilitzar la paraula conatus en la seva obra Exposició i defensa del Nou Sistema (1695) per a descriure una noció similar a la de Hobbes, però ell diferenciava entre el conatus del cos i el de l'ànima, el primer dels quals només podia viatjar en línia recta per la seva pròpia força, mentre que el segon podria recordar moviments més complicats.
Segons Leibniz, del problema del moviment surt la solució a la paradoxa de Zenó. Tenint en compte que el moviment és un continu, l'espai ha de ser infinitament divisible. Perquè qualsevol cosa es pugui moure, hi deu haver quelcom semblant a una ment, dotada de voluntat pròpia o força inherent als components bàsics de l'univers que els impulsa. Aquest conatus seria una mena de moviment instantani o "virtual" que posseirien totes les coses, fins i tot quan estan en repòs. El moviment seria la suma de tots els conatus que tingui una cosa, al llarg de les interaccions que aquesta cosa tingui amb les coses. D'aquí ve la seva afirmació que 
«El [Conatus] és pel que fa al moviment com un punt en l'espai, o com l'u per a l'infinit, doncs és el començament i la fi del moviment.» 
El problema amb aquest punt de vista està en el fet que un objecte que col·lideix amb un altre no seria capaç de recuperar, si l'única força en joc fos el conatus. A partir d'aquí, Leibniz es va veure forçat a postular l'existència de l'èter que mantindria els objectes en moviment i permetria les col·lisions elàstiques. El concepte de Leibniz d'una mena de ment mancada de memòria que seria el conatus, juntament amb el seu rebuig de la idea d'àtoms, el va portar finalment a formular la teoria de les mònades.
Leibniz també fa servir el concepte del conatus per a desenvolupar els principis del càlcul integral, adaptant el significat del terme, en aquest cas, donant-li un significat matemàtic anàleg al de la força d'acceleració. Amb la suma d'infinitat d'aquests conatus (és a dir, el que avui s'anomena càlcul integral), Leibniz va poder mesurar l'efecte d'una força contínua. Ell definia l'ímpetu com el resultat d'una contínua suma dels conatus d'un cos, tal com la vis viva (o "força viva") seria la suma de la inacció vis mortua.
Basant-se en els treballs de Kepler i probablement Descartes, Leibniz va desenvolupar un model de moviment planetari basat en el principi del conatus, la idea d'èter i un fluid al qual va anomenar vòrtex. Tot això queda explicat en el seu llibre Tentamen de motuum coelestium causis (1689).
Kepler havia afirmat que les òrbites el·líptiques tenen dues components: una circular i una altra radial. Leibniz va explicar aquestes components, la circular amb l'existència d'un "vòrtex harmònic", i la radial amb la combinació de la força centrífuga i la gravetat, essent aquestes dues forces exemples de conatus. Leibniz definiria més endavant el terme conatus monàdic, com l'"estat de canvi" amb el que les mònades avancen perpètuament.

## Posicions durant l'Edat Moderna

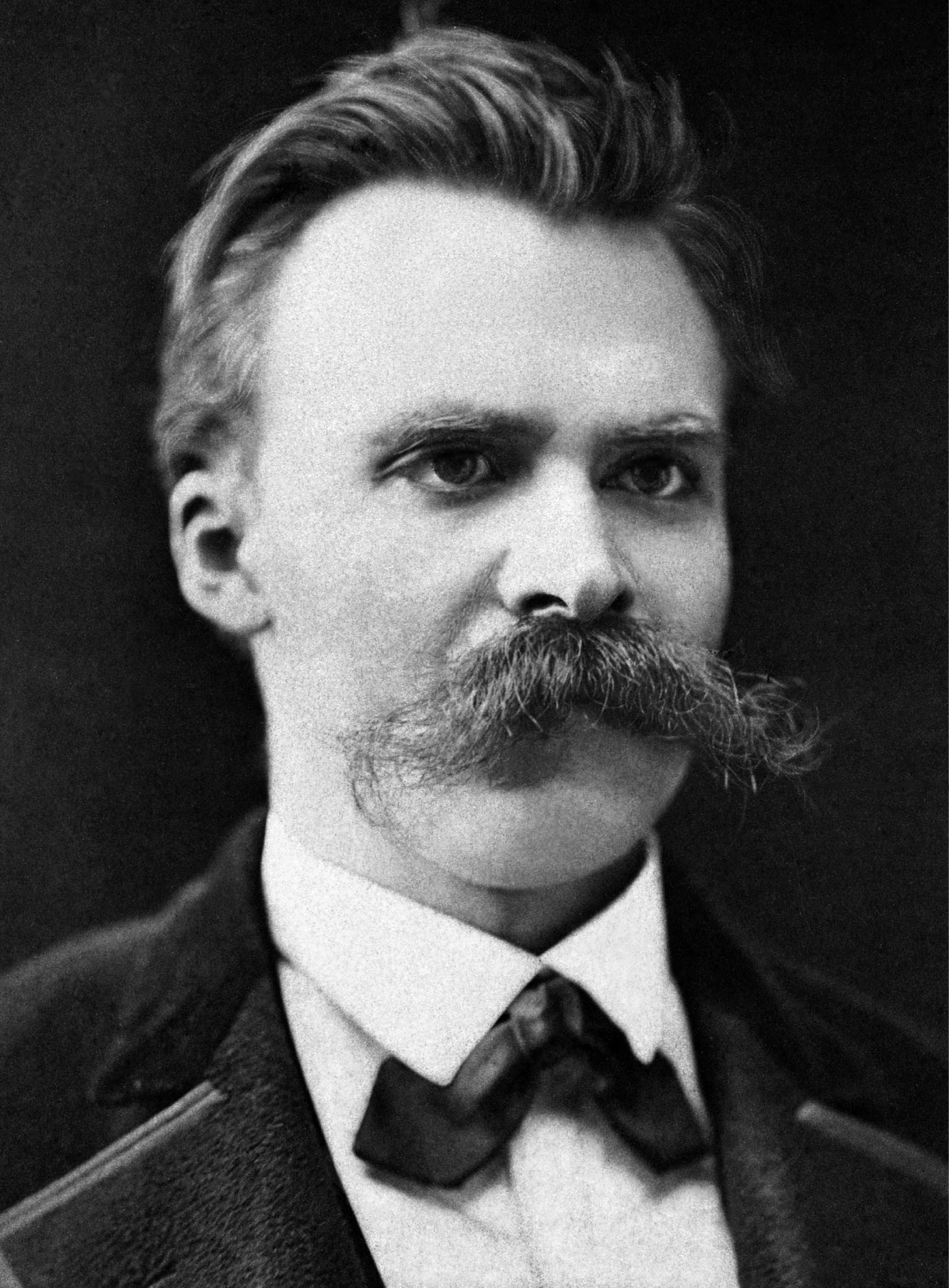
Friedrich Nietzsche

Filòsofs d'altres èpoques han fet servir el terme conatus amb significats diferents dels anteriorment exposats. Giambattista Vico (1668–1744) definia conatus com l'essència de la societat humana, i també en un sentit més tradicional i animista, com el poder generador de moviment que impregna tot a la natura. Gairebé un segle després dels començaments de la ciència moderna, Vico, inspirat pel Neoplatonisme, rebutjava explícitament el principi d'inèrcia i les lleis del moviment proposades pels nous físics. Per a ell la natura no estava composta d'àtoms, cosa que ja era acceptada majoritàriament, ni per extensió, com deia Descartes, sinó de punts metafísics animats pel principi del conatus provocat per Déu.
Arthur Schopenhauer (1788–1860) va desenvolupar una filosofia que contenia un principi molt similar al del conatus de Hobbes. El va anomenar, Wille zum Leben, (o "voluntat de viure"), i servia per a descriure el fenomen de l'instint d'autoconservació d'un organisme. Suggeria que la voluntat de viure no està limitada en duració, sinó que la voluntat té un poder absolut i perdura sempre, al llarg de generacions.
Friedrich Nietzsche (1844–1900), que havia estat deixeble de Schopenhauer, va desenvolupar un principi que venia a ser un rebuig de la primacia de la voluntat de viure de Schopenhauer. A aquesta versió li va donar el nom de Wille zur Macht (o "voluntat de poder"). Deia que si el principi de conatus de Spinoza fos cert l'univers estaria estancat, però segons havia observat Nietzsche, tot organisme de l'univers s'esforça no tan sols a conservar-se sinó en arribar a ser més exercint la seva força creativa.

## Expressions similars
Existeixen altres termes que els autors han fet servir amb un significat més o menys similar al de conatus o amb reminiscències d'ell.Sigmund Freud (1856–1939), es va basar en el principi del conatus de Spinoza pel que fa a les seves afirmacions d'autoconservació, tot i que mai el va citar en cap dels seus llibres. Per la mateixa època, Henri Bergson (1859–1941), va exposar el concepte del principi d'élan vital, (o "impuls vital", el qual creia que ajudava en l'evolució dels organismes.
Max Scheler, feia servir el terme Drang (o "impuls") com a peça central de la seva filosofia antropològica i Metafísica. No obstant, aquest concepte va tenir més rellevància quan es va dedicar més a la metafísica que a la fenomenologia. Semblant a l'élan vital, el Drang és allò que impulsa la vida; però a diferència de Bergson, li dona un significat de motivació i força directriu i, fins i tot, espiritual (Geist). Aquest esperit inclou tota intencionalitat teòrica, el principi material anomenat Eros, i el principi psicològic.
L'antropòleg Louis Dumont (1911–1988), va descriure un conatus cultural construir a partir de la definició de Spinoza. Establia que qualsevol cultura "tendeix a preservar-se, ja sigui dominant altres cultures o esforçant-se per no ser dominada".
Més de lluny però amb certa relació es podrien incloure dos conceptes: 
- Conatus s'assembla al terme francès "amour de soi", usat per Jean-Jacques Rousseau al Contracte social, que està en contraposició al terme "amour propre", cosa que no trobem en Spinoza.[59][60]

- El concepte de Vishnu, tot i que no pertany a la cultura occidental, té una casual similitud amb el principi d'autoconservació descrit per Schopenhauer.(Schopenhauer 1958, p. 399)

## En l'actualitat

### Vessant Física
Després de la física Newtoniana el terme conatus ha estat substituït pels termes d'Inèrcia i de "conservació de la quantitat de moviment". Com deia Bidney, "És cert que el lògic desig o el conatus és merament un principi d'inèrcia,...el fet és, però, que aquest no era el sentit que li donava Spinoza." De forma semblant, conatus ha estat usat per molts filòsofs per a descriure altres conceptes, cosa que ha acabat deixant obsolet el concepte original. Conatus recendendi, per exemple, es fa servir amb el significat de força centrífuga, i gravetat es fa servir en el lloc de l'antic conatus a centro. Avui dia, és un tema tractar per la ciència i no per la filosofia.

### Vessant Biològica
La tradicional vessant del terme amb què Spinoza feia referència a les emocions, està sent objecte d'estudi de biòlegs i científics com Antonio Damasio. El conatus d'avui dia s'explica en termes de química i neurologia, mentre que abans era un tema metafísic. Aquest concepte pot "construir-se per a mantenir la coherència de les estructures i funcions d'un organisme viu contra les nombroses possibles amenaces contra la seva vida". Això estaria en relació amb el concepte d'homeostasi desenvolupat per Claude Bernard que més endavant inspiraria el camp de la Cibernètica.
També trobem que aquesta vessant del terme està sent objecte d'estudi en Psicologia, com podem veure en el concepte similar de libido en l'obra de Carl Gustav Jung.

#### Teoria de Sistemes
El concepte de Spinoza ha estat un precursor de la teoria de l'autopoiesi. En la Teoria de sistemes i en ciència en general, el concepte del conatus pot relacionar-se amb el fenomen d'emergència, per la que els sistemes complexes poden espontàniament formar-se a partir de múltiples estructures simples. Les propietats d'autoregualció i d'automanteniment dels sistemes biològics i fins i tot socials podrien considerar-se versions actuals o coincidents amb la idea de Spinoza; tot i que s'allunyen molt de les implicacions religioses de la idea original.